# Ellegaard Ellerbek
Ellegaard Ellerbek (Pseudonym für Gustav Leisner; * 1877; † 1947) war ein völkischer Schriftsteller und Führer im Wikingbund. Ellerbek, der sich selbst als Schüler des Lanz von Liebenfels bezeichnete, stand den Ariosophen nahe und begeisterte sich für die Gedanken von Guido von List. Er war persönlich bekannt mit Detlef Schmude (erster reichsdeutscher Prior des Neutempler-Ordens) sowie weiteren Personen der Okkultisten-Szene wie Peryt Shou.

## Werke (Auswahl)
- Sig-Run. Sturmgesänge der Leidenschaft. Drei-Adler-Verlag, Zinnowitz. 1912
- Aus deutscher Mutternacht. Jung-Wiking, Lieder deutscher Treue, Jung-Wikings Fahrt über den Ozean, Amerika-Lieder, Heldengebete. Entstanden in den unvergeßlichsten Jahren deutscher Geschichte 1914/15. Schwertzeit, Hannover 1915
- Auf heldischer Heerfahrt im heiligen Jahr 1914. Kriegesgesänge Eines, der dabei war. Rodenberg 1915
- Die Deutschen Dämmerung (Ein helles Spiel des Heils. Von Helden für Helden). Rodenberg bei Hannover-Leipzig, Fr. Oppermann, um 1914
- Die Deutschen Dämmerung (Bismarckweihspiel). Rodenberg bei Hannover-Leipzig, Fr. Oppermann, um 1915
- Ppprrressident Bluff. Amerika-Skizzen. Schwertzeit, Hannover 1916
- Sönne Sonnings Söhne auf Sonnen-See. Ein deutscher Roman mit drei Gesichtern, in einer Vorschau und 7 Büchern. Mit 4 Briefen von Guido von List. 2 Bände. Roeder, Berlin 1919/20
- Ebbe und Flut im Menschenblut (mit Walter Kurz). Szintilla, Berlin 1928
- Der Herr des Lebens. Der Roman unserer Not-Wendigkeit. Reichstein, Pforzheim 1929
- Das Buch von S. M. Selbst. Schade, Danzig 1936